# Deutsch (cràter)

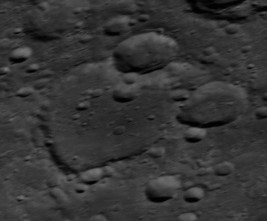
Fotografia de la missió Apol·lo 14

Deutsch és un cràter d'impacte situat en la cara oculta de la Lluna. Es troba al sud-oest del cràter Seyfert, de major grandària. A l'est-nord-est apareix Polzunov, a poc més d'un diàmetre de distància.
Aquest cràter té una vora relativament baixa, erosionada i considerablement danyada al llarg de la seva secció sud-est. Aquesta part està coberta per Deutsch F al llarg de l'est i per Deutsch L cap al sud, amb una regió irregular entre aquestes dues formacions. El terreny interior de Deutsch és relativament pla, però està marcat per una sèrie de petits impactes.
El sistema de marques radials del cràter Giordano Bruno (situat cap al nord-nord-oest), recorre la vora occidental de Deutsch.
El seu nom prové d'Armin Joseph Deutsch, un astrònom i autor de ciència-ficció estatunidenca.

## Cràters satèl·lit
Per convenció aquests elements són identificats en els mapes lunars posant la lletra en el costat del punt mitjà del cràter que està més prop de Deutsch.
|         | \| Deutsch \| Coordenades \| Diàmetre \| \| ------- \| -------------------------------------- \| -------- \| \| F \| 24° 06′ N, 112° 00′ E / 24.1°N,112.0°E \| 31 km \| \| L \| 22° 24′ N, 110° 48′ E / 22.4°N,110.8°E \| 36 km \| |          |
| Deutsch | Coordenades | Diàmetre |
| F       | 24° 06′ N, 112° 00′ E / 24.1°N,112.0°E | 31 km    |
| L       | 22° 24′ N, 110° 48′ E / 22.4°N,110.8°E | 36 km    |